# Aki Tonoike
Aki Tonoike (jap. 外ノ池 亜希, Tonoike Aki; * 3. März 1979 in Tatsuno, Landkreis Kamiina, Präfektur Nagano) ist eine japanische Eisschnellläuferin. Sie ist Spezialistin für Kurz- und Mittelstrecken.
Aki Tonoike erreichte schon 1994 bei den Allround-Juniorenweltmeisterschaften in Berlin den zehnten Platz. Zwei Jahre später folgte in Calgary der Bronzerang, 1998 in Roseville schließlich der Titel. 1997 und 1998 lief sie insgesamt vier Juniorenweltrekorde über 1000 und 1500 Meter. Im Weltcup debütierte sie Anfang Januar 1997. Bis 2006 gewann sie drei Einzelweltcuprennen über 500 (1×) und 1000 Meter (2×). In der Saison 2000/01 wurde sie Vierte, in der folgenden Saison Dritte im Gesamtweltcup auf der 1000-Meter-Distanz. Viermal wurde sie japanische Meisterin. Ihre beste Platzierung bei Olympischen Spielen – sie nahm an den Spielen von 1998 bis 2006 teil – war ein siebter Platz auf der 1000-Meter-Strecke.